# 藤平輝夫
藤平 輝夫（ふじひら てるお、1935年10月3日 - 2025年3月8日）は、日本の政治家。元千葉県勝浦市長（3期）。

## 来歴
千葉県出身。1958年法政大学法学部卒。
勝浦市議会議員を経て、1999年勝浦市長選挙に立候補し、初当選する。1期目にかつうらビッグひな祭りを企画し、開催（2001年に開始）。2003年と2007年に連続当選した（いずれも無所属）。在職中、夷隅郡市広域市町村圏事務組合の管理者を務めた。
2010年に翌年の市長選挙に不出馬を表明、2011年に退任した。「外房線と地域を守る会」の会長を務める。
2012年、旭日小綬章受章。
2025年3月8日に死去。89歳没。この件については勝浦市議会議員の佐藤啓史が自身の公式Youtubeチャンネルにて報告している。なお、没日付を以て従五位に叙された。